# Österreichische Judo-Damen-Mannschaftsmeisterschaft 1988
Die Österreichische Judo-Damen-Mannschaftsmeisterschaft 1988 ermittelte zum 8. Mal den Österreichischen Mannschaftsmeisters im Judo. Sie wurde vom Österreichischen Judoverband ausgetragen. Sieger war zum 6. Mal der Vereinsgeschichte der JGV Wien.

## Tabelle
| Position | Mannschaft | Ort  | Bundesland | Quelle |
| -------- | ---------- | ---- | ---------- | ------ |
| 1        | JGV Wien   | Wien | Wien       | [ 2 ]  |

Stand: 2025-02-13